# Alnus serrulata
Alnus serrulata là một loài thực vật có hoa trong họ Betulaceae. Loài này được (Aiton) Willd. mô tả khoa học đầu tiên năm 1805.

## Hình ảnh

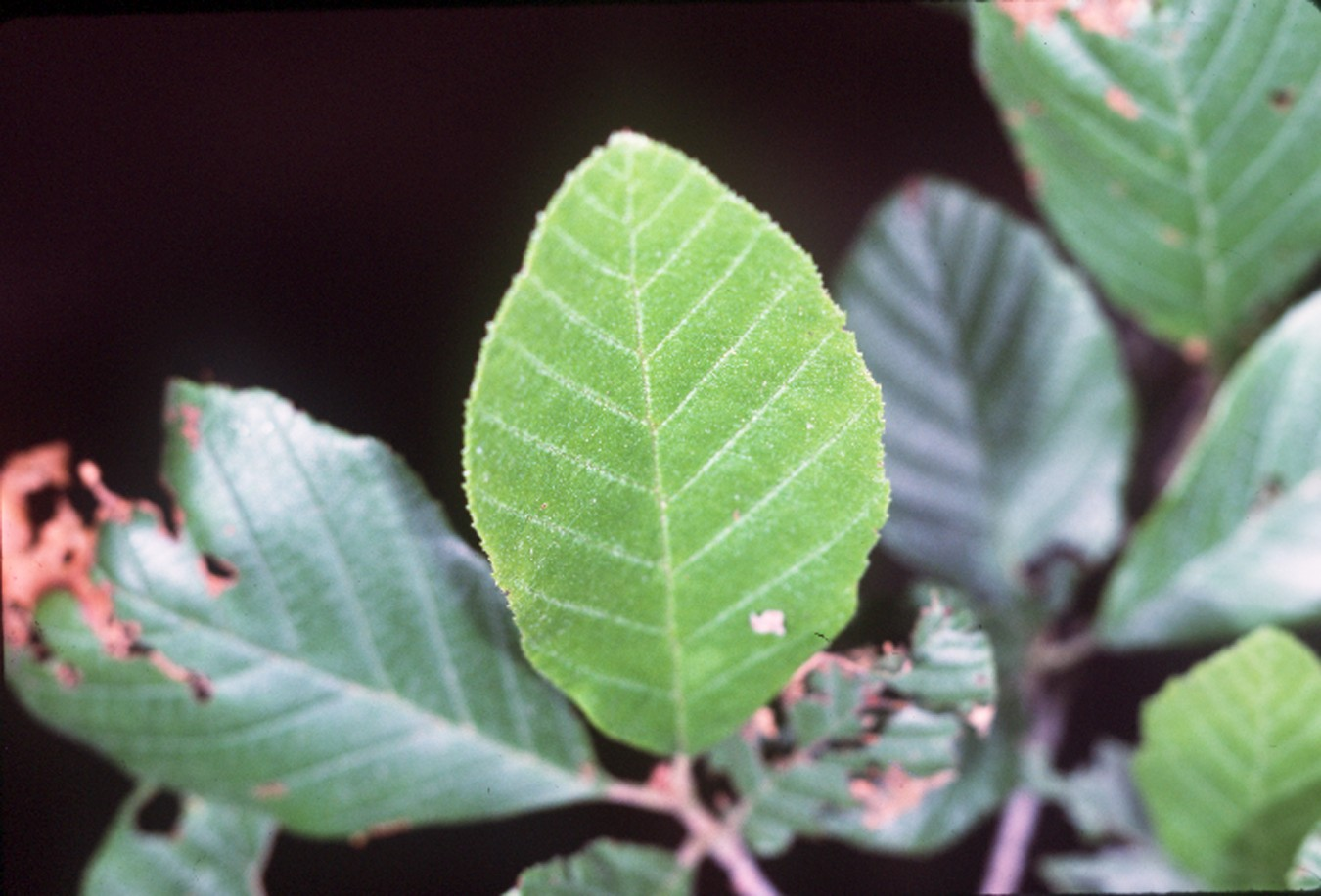
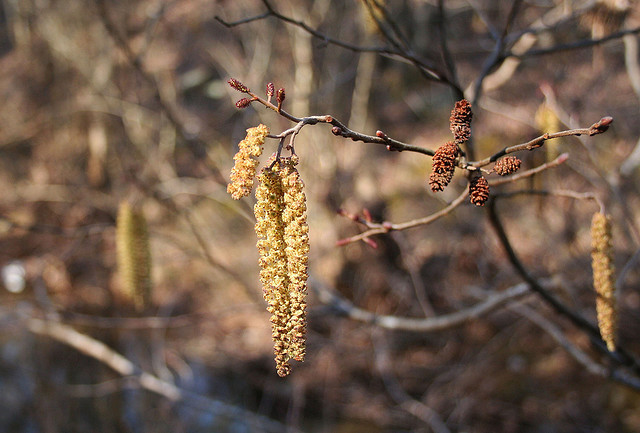
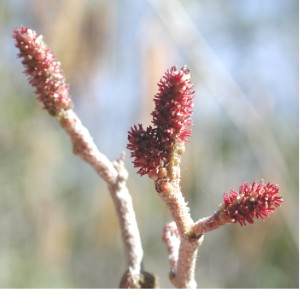
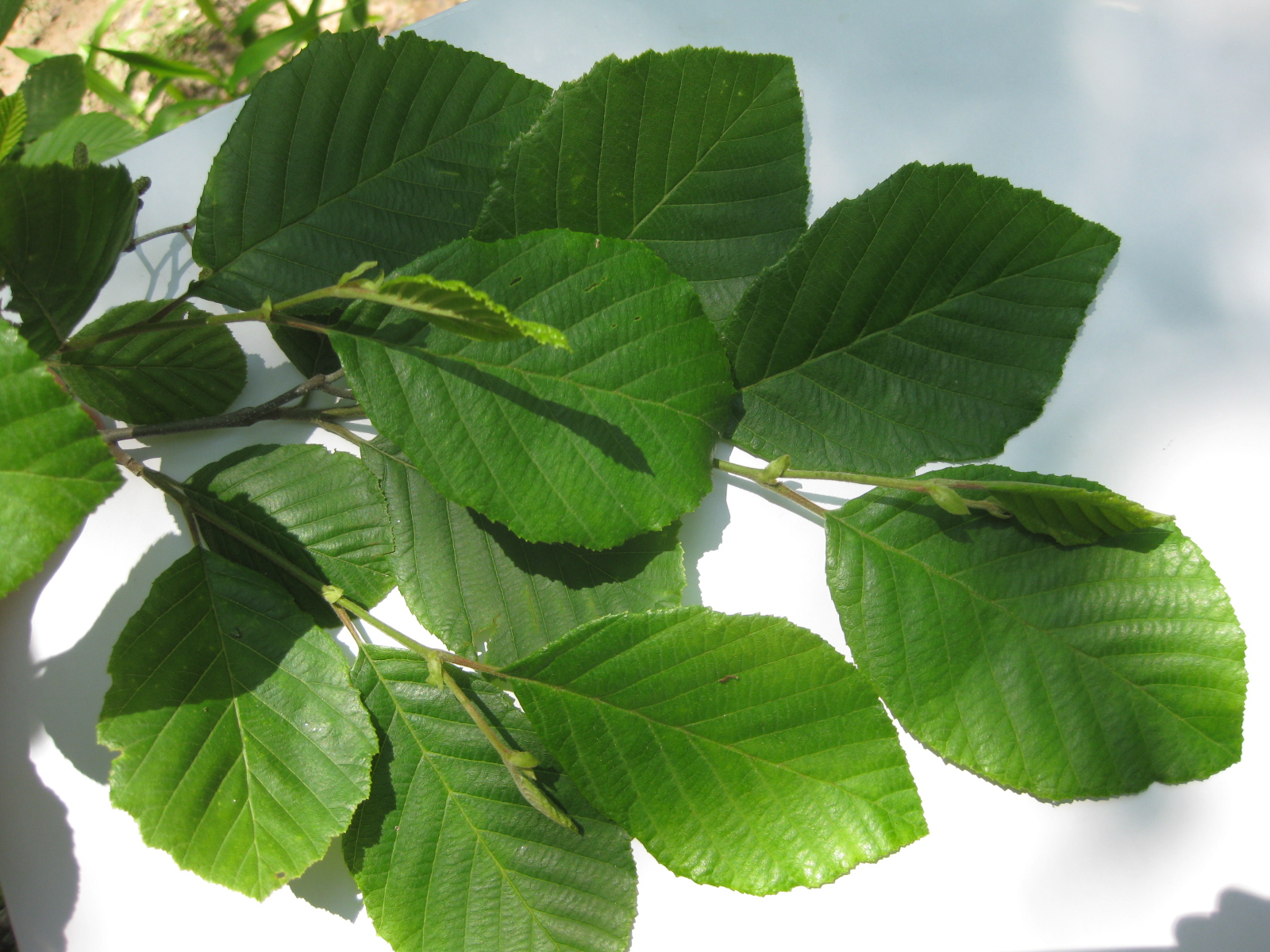